# Salvador Farfán
Salvador Farfán Vigueras (22 de junio de 1932-7 de marzo de 2023) fue un futbolista mexicano. Es padre del también exfutbolista Gonzalo Farfán.
Jugó en la selección de México que participó en la Copa Mundial de Fútbol de 1962, donde no pudo jugar, aunque jugó los dos partidos de eliminación contra Paraguay.

## Clubes
| Club             | País   | Año       |
| ---------------- | ------ | --------- |
| Real Club España | México | 1949-1950 |
| C.F. América     | México | 1950-1954 |
| C.F. Atlante     | México | 1954-1955 |
| C.D. Cuautla     | México | 1955-1960 |
| C.F. Atlante     | México | 1960-1963 |
| C.A. Zacatepec   | México | 1963-1965 |

## Participaciones en Copas del Mundo
| Mundial                        | Sede  | Resultado    |
| ------------------------------ | ----- | ------------ |
| Copa Mundial de Fútbol de 1962 | Chile | Primera fase |